# Russell Banks
Russell Banks   (Newton, 28 de març de 1940 - Saratoga Springs, 7 de gener de 2023) va ser un escriptor i autor de novel·les, relats i poesia estatunidenc.
Va publicar setze obres que han estat traduïdes a vint idiomes: cinc col·leccions de contes i onze novel·les, entre les quals destaquen Deriva continental (2006), La ley del hueso (1997), Rompenubes (2005), Una americana consentida (2004) i La reserva (2008). Dues de les seves novel·les, Aflicción (1992) i Como en otro mundo (1994), van ser dutes al cinema amb un gran èxit de crítica.
Banks va obtenir nombrosos reconeixements pel seu treball, com les beques d'investigació Guggenheim i la National Endowment for the Arts Creative Writing; els prestigiosos premis O. Henry, Pushcart, Fels, Best American Short Story Award, John Dos Passos i el de l'American Academy of Arts and Letters. Va ser finalista dels premis PEN/Faulkner (per Aflicción i Rompenubes) i del Pulitzer (per Deriva continental i Rompenubes). També va ser nomenat New York State Author (2004-2008).
Va ser el president de Cities of Refuge North America, dins del Programa Ciutats Refugi.